# Harae
Harae o harai (祓はらい?, harae, trad.: purificazione) è il termine usato nello shintoismo per indicare i riti di purificazione volti a rimuovere o allontanare impurità fisiche (kegare) o morali (tsumi), sventure e disgrazie che ostacolano o impediscono la comunione con i kami.
Sono comunemente usati come agenti purificanti l'acqua, il sale e una bacchetta chiamata ōnusa o haraegushi, composta da strisce di carta, che un monaco scuote con movimenti rituali su una o più persone, un oggetto, un luogo da purificare.
I rituali purificatori vengono eseguiti all'inizio delle cerimonie religiose shintoiste, prima di entrare in un tempio, iniziare una festa o una cerimonia religiosa.

## Storia

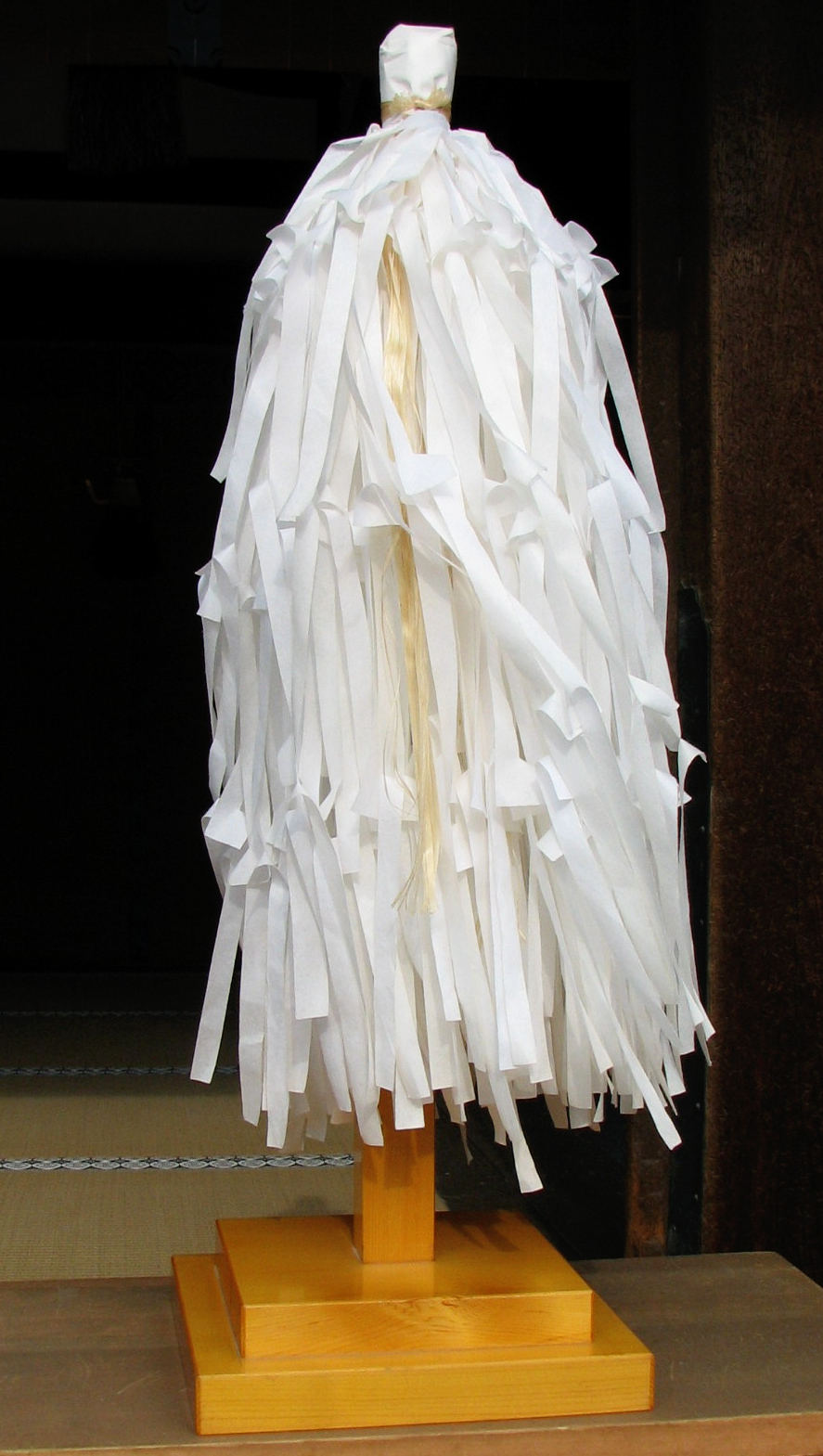
Ōnusa al Grande santuario di Sumiyoshi, Osaka

Nel VII secolo il termine harae 祓  aveva un doppio significato: indicava una forma di risarcimento, di espiazione legata ad un danno commesso (definito con il termine giuridico tsumi) e una forma di esorcismo avente per fine l'espulsione di qualcosa di malvagio o demoniaco.
Nel corso dell'VIII secolo harae venne gradualmente assimilato al concetto di misogi (禊?). Quando i due concetti si fusero durante il periodo Heian, presero il significato di rimozione meccanica dell'impurità/colpa, a prescindere della loro designazione come tsumi o kegare.

## Tipi di rituale
L'harae può essere praticato in diversi modi, da singole persone o da addetti al culto, all'inizio di un rituale o di una cerimonia. La pratica più comune consiste nel lavaggio simbolico del viso e delle mani con acqua (temizu) all'ingresso della visita di un santuario, nello scuotimento, accompagnato da preghiere, di un bastone cerimoniale chiamato ōnusa o haraegushi da parte di un monaco shintoista, in cerimonie di purificazione o di allontanamento di possibili cause di sventura (come nel Jichinsai, la cerimonia di posa della prima pietra di una costruzione), o nell'evitamento (imi 意味, tabù o astinenza durante un periodo impuro) di certe parole o azioni particolari (ad esempio le persone che hanno subito un recente lutto generalmente si astengono dal partecipare a occasioni di celebrazione perché la morte è associata all'impurità).
I sacerdoti che partecipano alle cerimonie pubbliche sono tenuti a sottoporsi a periodi di purificazione molto più estesi in cui devono purificare il corpo (bagno, digiuno, astinenza sessuale), la mente e l'ambiente esterno.

### Misogi
Misogi è il rituale di purificazione che si compie lavando il corpo nell'acqua, specie in un fiume, un lago o una cascata situati in luoghi ritenuti sacri, indossando uno specifico abbigliamento e previa esecuzione di determinati riti di preparazione.
Si ritiene che tragga origine da una leggenda citata nel Kojiki che ha per protagonisti Izanagi e la sorella e compagna Izanami, i principali dei del mito della creazione giapponese. Viene raccontato che Izanagi dopo essere disceso nella terra dei morti (Yomi-Tsu-Kumi), per riportare sulla Terra Izanami, quando scoprì che lei si era trasformata in un demone immondo, fuggì dall'Ade e andò a purificarsi dal contatto con i morti bagnandosi nel mare.

### Shubatsu
Shubatsu (修祓) è il rituale che prevede lo spargimento di sale sui monaci, sui fedeli o sul terreno per purificarlo. Il sale viene utilizzato come purificatore ponendo piccoli mucchi davanti ai ristoranti, noti come morijio (盛り塩, mucchio di sale) o shiobana (塩花, fiori di sale), con il duplice scopo di allontanare il male e attirare i clienti.
Spesso i partecipanti ad un funerale ricevono una bustina di sale con cui purificarsi al rientro a casa e lo stesso ingresso dell'abitazione ne viene cosparso per impedire la contaminazione della morte.
Anche i lottatori di sumo, prima di un incontro, spargono sale intorno all'area di combattimento per purificarla.

### Oharae
I riti shinto detti ōharae (大祓) vengono menzionati per la prima volta nel Nihon-shoki nel quinto anno del regno dell'imperatore Tenmu (677), per poi diventare una cerimonia di corte, regolata da un capitolo del Codice Taihô, promulgato nel 701; in esso veniva disposto lo svolgimento semestrale, l'ultimo giorno di giugno e di dicembre, della Grande purificazione, ōharae, specificando come realizzarla. Tale cerimonia, praticata dall'imperatore, da tutti i suoi funzionari e dai membri delle loro famiglie, per eliminare offese contro il kami e impurità (kegare) accumulate inconsapevolmente durante l'anno, poteva essere eseguita ad hoc, in altre date, nelle varie province, se si rendeva necessaria nel caso di eventi nefasti.
Le cerimonie ōharae, scomparse completamente nel secolo XV, vennero ripristinate, ma solo formalmente, nel 1691. Dal 1872 il decreto emanato dall’imperatore Meiji le rese, fino al secondo dopoguerra, un rito centrale del shintoismo di stato.
Il rito della Grande Purificazione, ripetuto in tutti i santuari locali due volte all'anno, prevede la preghiera di un monaco che davanti ai partecipanti agita un bastone cerimoniale secondo uno schema rituale, per lavare via le impurità di ognuno e della nazione nel suo insieme. Durante il rito, i partecipanti possono strofinare sul proprio corpo una figura umana sulla carta ritagliata, che verrà poi distrutta rimuovendo simbolicamente l'impurità.
La pratica, oltre che alla fine di giugno e a capodanno, viene eseguita anche in occasione dei principali festival nazionali, come rituale di purificazione di fine anno per le aziende, o in determinate occasioni, come all'indomani di un disastro.